# Infarktnetzwerk
Ein Infarktnetzwerk stellt ein Konzept dar, bei dem eine Vernetzung der Behandlung der präklinischen und klinischen Therapie bei Patienten mit einem akuten Koronarsyndrom (ACS) stattfindet.
Ziel der Therapie ist eine schnellstmögliche Beschwerdefreiheit bzw. regelrechter Blutfluss in den Herzkranzgefäßen. Bei einem Infarktnetzwerk wird die Behandlung eines Infarktpatienten eindeutiger organisiert, um Zeit zu sparen und um einen möglichst hohen Heilerfolg zu erzielen.

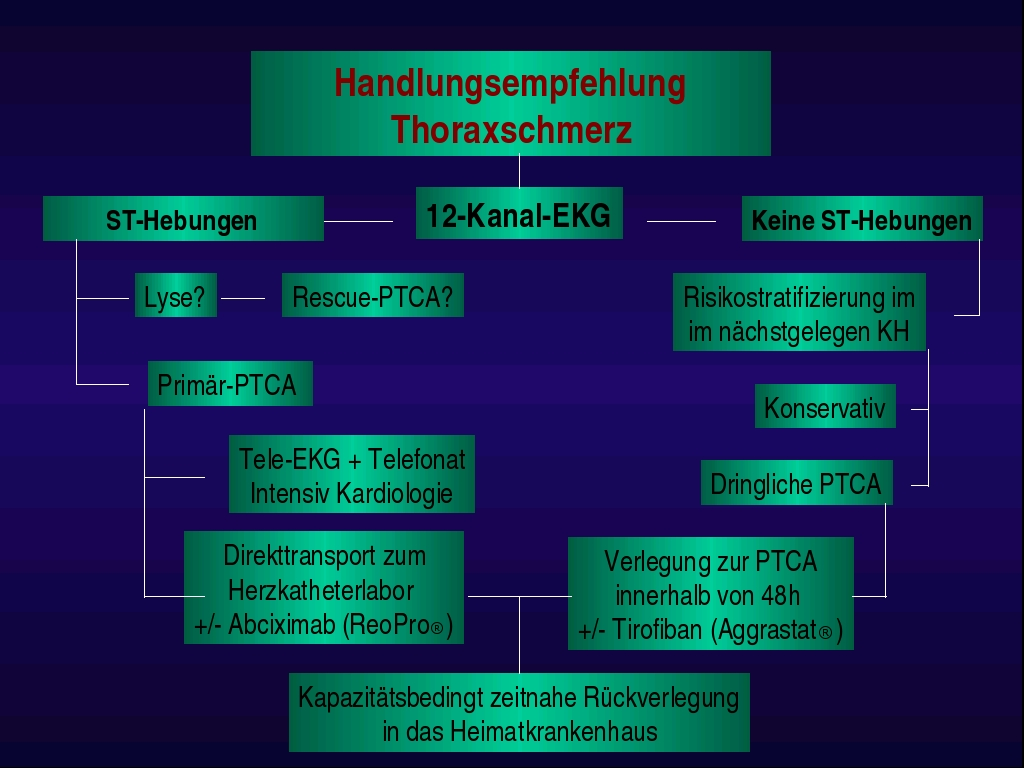
Entscheidungsbaum

Ein möglicher Ablauf ist, dass der Notarzt anhand der Symptome und des EKGs ein ACS diagnostiziert, mittels Telemetrie ein 12-Kanal-EKG an das nächste kardiologische Zentrum mit Notfall-PTCA-Bereitschaft übermittelt wird, der diensthabende Kardiologe der Klinik das EKG beurteilt und im gegebenen Fall dem Notarzt die Gabe eines GP-IIb-IIIa-Antagonisten (Abciximab) und weiterer Medikamente sowie den sofortigen Transport in die Klinik empfiehlt. Zeitgleich werden in der Klinik die Vorbereitungen für die PTCA getroffen, die der Infarktpatient bei Ankunft in der Klinik schnellstmöglich bekommt, wenn nötig unter laufender kardiopulmonaler Reanimation.

## Quelle
- Birkemeyer, Ralf: "Infarktnetzwerk Schwarzwald-Baar / Rottweil",  Herzinfarkt 2006 – Anforderung und Realität, Tübingen, 25. März 2006.